# 萨贾德·马尔达尼
萨贾德·马尔达尼（波斯語：‎，1988年7月1日—），伊朗男子跆拳道运动员，2013年世界跆拳道锦标赛男子87公斤以上级银牌得主、2022年世界跆拳道锦标赛男子87公斤以上级铜牌得主。